# دوسل
دوسل رودی است به راین می‌ریزد. این رود از کشور آلمان می‌گذرد.